# Szajol
Szajol là một thị trấn thuộc hạt Jász-Nagykun-Szolnok, Hungary. Thị trấn này có diện tích 36,97 km², dân số năm 2010 là 3886 người, mật độ 105 người/km².